# Pawieł Matiasz
Pawieł Wiktorowicz Matiasz (ros. Павел Викторович Матяш; ur. 11 lipca 1987 we Frunze) – kirgiski piłkarz grający na pozycji bramkarza. Od 2020 roku jest zawodnikiem Ałgi Biszkek.

## Kariera piłkarska
Swoją karierę piłkarską Matiasz rozpoczął w klubie Mołodiożnaja Sbornaja, w którym w 2004 roku zadebiutował w pierwszej lidze kirgiskiej. W 2007 roku przeszedł do Dordoju Biszkek. W latach 2007, 2008, 2009, 2011 i 2012 wywalczył z nim pięć tytułów mistrza Kirgistanu. Zdobył też trzy Puchary Kirgistanu (2008, 2010, 2012) oraz dwukrotnie był wicemistrzem tego kraju (2010, 2013).
W 2014 roku Matiasz grał w klubie Abdysz-Ata Kant i został z nim wicemistrzem Kirgistanu. W 2015 był zawodnikiem Ałgi Biszkek, a następnie malediwskiego Maziya S&RC. W 2016 grał w Malezji, UiTM Shah Alam, a w 2017 ponownie w Maziya S&RC.
W 2018 roku Matiasz przeszedł do uzbeckiego FK AGMK. Zadebiutował w nim 18 marca 2018 w przegranym 1:2 wyjazdowym meczu z Paxtakorem Taszkent. Latem odszedł z klubu.

## Kariera reprezentacyjna
W reprezentacji Kirgistanu Matiasz zadebiutował 28 marca 2009 w zremisowanym 1:1 meczu eliminacji do Pucharu Azji 2011 z Nepalem. W 2019 roku powołano go do kadry na Puchar Azji.